# 뮤즈 스몰
뮤스 스몰(Mews Small, 1942년 3월 20일 ~ )은 미국의 가수, 배우이다.
미국에서 태어났다.

## 영화
- 별난 학교 동창회 (1982년)
- 바니의 소동 (1982년)
- 아메리칸 팝 (1981년)
- 살인 목격 (1980년)
- 금요일 밤의 열기 (1978년)
- 월드 그레이티스트 러버 (1977년)
- 그레이트 스모키 로드블럭 (1976년)
- 와일드 파티 (1975년)
- 뻐꾸기 둥지 위로 날아간 새 (1975년) - 캔디 역